# ديفيد روس
ديفيد روس (بالإنجليزية: David Ross)‏ هو محامي وسياسي أمريكي، ولد في 12 فبراير 1755 في مقاطعة برينس جورج في الولايات المتحدة، وتوفي في 1800.